# Caroline Brunet
Caroline Brunet, född den 20 mars 1969 i Québec, Québec, är en kanadensisk kanotist.
Hon tog OS-brons i K-1 500 meter i samband med de olympiska kanottävlingarna 2004 i Aten.